# Azufrito
Azufrito és un personatge de ficció i una sèrie de còmics d'humor creat el 1951 per Vázquez per a la revista El DDT de l'Editorial Bruguera.

## Trajectòria
Vázquez va crear tres sèries per al primer número de "El DDT": Azufrito, Currito Farola, er Niño e la Bola i La familia Cebolleta. El mateix autor recordava a una entrevista el 1993 que aquest va ser el primer personatge que va crear, però no va ser la primera sèrie que va publicar.
"Azufrito" compartia la tercera pàgina amb Mi tío Magdaleno de Carlos Conti. Tenia un format quadrat i ocupava escassament 5 o 6 vinyetes.
Va durar fins al número 76 de la revista (novembre de 1952), sent substituïda per Violeto de Pere García Lorente, que seria reemplaçada al seu torn per una altra sèrie de Vázquez: Ángel Siseñor
En 1964, Azufrito tornar a aparèixer en els números 678 al 702 de "El DDT", però sense signatura i amb un estil que no coincideix totalment amb el de Vázquez. 

## Argument
"Azufrito" és un petit diable, trident inclòs, que s'esforça en va per fer el mal, ja que totes les seves accions acaben resultant benèfiques.

## Estil
En aquesta sèrie, com a Angelito (1964), Vázquez va portar a la seva màxima expressió el seu mètode de potenciar una acció extrema mitjançant la senzillesa de traç més gran possible. El crític Antoni Guiral afirma que és un "Vázquez de dibuix sintètic però molt efectiu per a un format d'historieta realment curiós".